# Isla Manpura
La isla Manpura es el nombre que recibe una isla en el norte de la Bahía de Bengala, Bangladés, en la desembocadura del río Meghna. La isla tiene una superficie de 373 km² y se encuentra en las coordenadas geográficas 22°18′00″N 90°58′00″E / 22.30000, 90.96667. Otras islas importantes en alta mar de esta región son la isla Bhola (que es el más grande) y la isla Hatia. Todas estas islas están densamente pobladas.